# Alfa Romeo 33 Pininfarina Cuneo
L'Alfa Romeo 33 Pininfarina Cuneo o P/33 Cuneo è una dream car prodotta dall'Alfa Romeo e dalla Pininfarina nel 1971.

## Il contesto
Questa vettura è una delle 6 dream car basate sull'autotelaio dell'Alfa Romeo 33 Stradale realizzate dai più noti carrozzieri italiani a cavallo tra gli anni '60 e '70. La 33 Spider, subito ribattezzata Cuneo in Alfa Romeo, venne presentata al salone dell'automobile di Bruxelles 1971 e per costruirla la Pininfarina riutilizzò il telaio della 33 Roadster G.S., disegnata sempre da Paolo Martin e presentata al Salone dell'automobile di Torino 1968, la cui carrozzeria venne smantellata.
La vettura, dalle linee molto squadrate, in contrapposizione a quelle arrotondate imperanti negli anni sessanta, colpì fortemente gli addetti ai lavori e il pubblico per il basso profilo cuneiforme da cui si innalzano solo il parabrezza e il roll-bar ad arco. Il nome viene proprio dalla forma della sua sagoma laterale, un cuneo quasi perfetto.

### La Roadster G.S.
Disegnata da Paolo Martin e presentata al Salone dell'Automobile di Torino 1968 la Roadster G.S. è la progenitrice della Cuneo, cui "donò" il telaio nel 1970, e fu la prima delle 3 dream car realizzate dalla Pininfarina sulla base della 33 Stradale.
La vettura verniciata di bianco era una scoperta molto bassa che unisce superfici morbide con e altre più nette. Il frontale era caratterizzato da un paraurti in gomma nera a tutta larghezza, due alette canard nere sui parafanghi anteriori e una striscia di 6 fari allineati posta sul cofano, poi riutilizzati dalla Cuneo. La caratteristica principale era un enorme spoiler arancione con i loghi del quadrifoglio sopra situato al centro della vettura, direttamente sopra il motore, con funzione anche di roll-bar. Aveva un piccolo parabrezza, porte ad apertura verticale e coda tronca con i doppi fanali posteriori squadrati sovrapposti. Gli interni, con un inedito volante a quattro razze, erano semplici, tutti neri eccetto che per i sedili arancioni abbinati allo spoiler.

## La vettura
La nuova Cuneo disegnata sempre da Paolo Martin nel 1971 riprese dalla Roadster G.S. diverse caratteristiche estetiche oltre all'autotelaio stesso come la linea cuneiforme bassa e affilata (sia pur portata all'estremo), l'abbinamento di colore bianco/arancione, il paraurti a tutta larghezza e la striscia di fari anteriori.
Il frontale molto basso è caratterizzato da un grande paraurti in gomma nera che avvolge completamente il muso e comprende la striscia di fari posta dietro una lastra di plexiglas e le prese d'aria per i radiatori sdoppiati. Il profilo laterale è un cuneo perfetto, privo anche delle portiere, con applicati sopra soltanto una stretta striscia arancione che corre da ruota a ruota, lo stemma col quadrifoglio dietro l'abitacolo e quello di Pininfarina quasi a ridosso del muso, che mentre si ingrandisce verso la coda si innalza più del corpo vettura, originando due basse "pinne" integrate nella fiancata con funzione stabilizzatrice.
Dalla parte superiore sostanzialmente piana emergono i passaruota anteriori, il basso parabrezza, un sottile roll-bar ad arco che sostiene anche il coperchio dei tromboncini d'aspirazione e due prese d'aria NACA per il motore (una per lato) poste a fianco dell'abitacolo; essa è attraversata longitudinalmente da una larga striscia arancione che parte dal frontale integrando il simbolo Alfa Romeo stilizzato attraverso una croce viscontea e un biscione e termina nello specchio di coda. La parte posteriore contiene un pannello rettangolare metallico con gli otto collettori di scarico singoli, affiancato da tre fanalini circolari per lato.
Gli interni sono quasi completamente neri eccetto che per la seduta dei sedili, arancione, abbinata ai dettagli di carrozzeria. Al centro del cruscotto sono raggruppati i cinque strumenti secondari circolari mentre il contagiri è alloggiato dietro il volante a quattro razze, lo stesso della 33 Roadster G.S.
Il prototipo è equipaggiato con il medesimo motore 8 cilindri a V a doppia accensione da 1.995 cm³ dell'Alfa Romeo 33 Stradale, in grado di erogare 230 CV di potenza a 8.800 giri, sistemato in posizione centrale ed accoppiato ad un cambio manuale a 6 marce.
La 33 Spider Cuneo di Pininfarina non ebbe seguito produttivo e al pari delle altre dream car basate sull'autotelaio dell'Alfa Romeo 33 Stradale proposte dai migliori carrozzieri italiani ed è conservata al Museo Storico Alfa Romeo di Arese.